# Saint-Médard (Indre)
Saint-Médard település Franciaországban, Indre megyében. Lakosainak száma 61 fő (2022. január 1.). Saint-Médard Châtillon-sur-Indre, Palluau-sur-Indre, Préaux, Le Tranger és Villedômain községekkel határos.

## Népesség
A település népessége az elmúlt években az alábbi módon változott:
| Lakosok száma | 105  | 90   | 84   | 49   | 42   | 44   | 48   | 52   | 54   | 61   |
|               | 1968 | 1982 | 1990 | 2006 | 2013 | 2015 | 2017 | 2019 | 2020 | 2022 |